# Wojciech Libura
Wojciech Rafał Libura – polski inżynier, profesor nauk technicznych.

## Życiorys
W 1972 ukończył studia metalurgiczne w Akademii Górniczo-Hutniczej im. Stanisława Staszica, w 1979 obronił pracę doktorską, w 1996 habilitował się na podstawie pracy zatytułowanej Analiza pola odkształceń i struktury materiału podczas wyciskania stopów aluminium. W 2009 uzyskał tytuł profesora nauk technicznych.
Został zatrudniony w Akademii Górniczo-Hutniczej im. Stanisława Staszica w Krakowie.
Był członkiem Komitetu Metalurgii PAN.

## Odznaczenia
- Złoty Krzyż Zasługi (2001)[4]